# Boris Becker
Boris Franz Becker (sinh 22 tháng 11 năm 1967 tại Leimen, Tây Đức) là một cựu vận động viên quần vợt số 1 thế giới người Đức. Becker được biết đến với nguồn thể lực dồi dào cũng như lòng nhiệt huyết khi thi đấu giúp ông trở nên bất khả chiến bại. Ông từng 6 lần giành chức vô địch đơn Grand Slam, một huy chương vàng Olympic và là vận động viên trẻ nhất từng giành danh hiệu vô địch đơn nam tại giải Wimbledon ở tuổi 17.

## Chung kết Grand Slam

### Đơn: 10 (6–4)
| Kết quả | Năm  | Giải đấu            | Mặt sân | Đối thủ       | Tỷ số                        |
| ------- | ---- | ------------------- | ------- | ------------- | ---------------------------- |
| Vô địch | 1985 | Wimbledon           | Cỏ      | Kevin Curren  | 6–3, 6–7(4–7), 7–6(7–3), 6–4 |
| Vô địch | 1986 | Wimbledon (2)       | Cỏ      | Ivan Lendl    | 6–4, 6–3, 7–5                |
| Á quân  | 1988 | Wimbledon           | Cỏ      | Stefan Edberg | 6–4, 6–7(2–7), 4–6, 2–6      |
| Vô địch | 1989 | Wimbledon (3)       | Cỏ      | Stefan Edberg | 6–0, 7–6(7–1), 6–4           |
| Vô địch | 1989 | US Open             | Cứng    | Ivan Lendl    | 7–6(7–2), 1–6, 6–3, 7–6(7–4) |
| Á quân  | 1990 | Wimbledon           | Cỏ      | Stefan Edberg | 2–6, 2–6, 6–3, 6–3, 4–6      |
| Vô địch | 1991 | Australian Open     | Cứng    | Ivan Lendl    | 1–6, 6–4, 6–4, 6–4           |
| Á quân  | 1991 | Wimbledon           | Cỏ      | Michael Stich | 4–6, 6–7(4–7), 4–6           |
| Á quân  | 1995 | Wimbledon           | Cỏ      | Pete Sampras  | 7–6(7–5), 2–6, 4–6, 2–6      |
| Vô địch | 1996 | Australian Open (2) | Cứng    | Michael Chang | 6–2, 6–4, 2–6, 6–2           |

## Grand Prix / Chung kết giải vô địch ATP cuối năm

### Đơn: 8 (3–5)
| Kết quả | Năm  | Giải đấu                     | Mặt sân  | Đối thủ       | Tỷ số                                    |
| ------- | ---- | ---------------------------- | -------- | ------------- | ---------------------------------------- |
| Á quân  | 1985 | Grand Prix Masters           | Thảm (i) | Ivan Lendl    | 2–6, 6–7(1–7), 3–6                       |
| Á quân  | 1986 | Grand Prix Masters           | Thảm (i) | Ivan Lendl    | 4–6, 4–6, 4–6                            |
| Vô địch | 1988 | Grand Prix Masters           | Thảm (i) | Ivan Lendl    | 5–7, 7–6(7–5), 3–6, 6–2, 7–6(7–5)        |
| Á quân  | 1989 | Grand Prix Masters           | Thảm (i) | Stefan Edberg | 6–4, 6–7(6–8), 3–6, 1–6                  |
| Vô địch | 1992 | ATP Tour World Championships | Thảm (i) | Jim Courier   | 6–4, 6–3, 7–5                            |
| Á quân  | 1994 | ATP Tour World Championships | Thảm (i) | Pete Sampras  | 6–4, 3–6, 5–7, 4–6                       |
| Vô địch | 1995 | ATP Tour World Championships | Thảm (i) | Michael Chang | 7–6(7–3), 6–0, 7–6(7–5)                  |
| Á quân  | 1996 | ATP Tour World Championships | Thảm (i) | Pete Sampras  | 6–3, 6–7(5–7), 6–7(4–7), 7–6(13–11), 4–6 |

## Giải vô địch cuối năm của WCT

### Đơn: 2 (1–1)
| Kết quả | Năm  | Giải đấu   | Mặt sân  | Đối thủ       | Tỷ số                   |
| ------- | ---- | ---------- | -------- | ------------- | ----------------------- |
| Á quân  | 1986 | WCT Finals | Thảm (i) | Anders Järryd | 7–6(7–3), 1–6, 1–6, 4–6 |
| Vô địch | 1988 | WCT Finals | Thảm (i) | Stefan Edberg | 6–4, 1–6, 7–5, 6–2      |

## Grand Slam Cup

### Đơn: 1 (1–0)
| Kết quả | Năm  | Giải đấu       | Mặt sân  | Đối thủ          | Tỷ số         |
| ------- | ---- | -------------- | -------- | ---------------- | ------------- |
| Vô địch | 1996 | Grand Slam Cup | Thảm (i) | Goran Ivanišević | 6–3, 6–4, 6–4 |

## Chung kết Grand Prix Super Series / ATP Super 9

### Đơn: 21 (13–8)
| Kết quả | Năm  | Giải đấu                 | Mặt sân  | Đối thủ          | Tỷ số                        |
| ------- | ---- | ------------------------ | -------- | ---------------- | ---------------------------- |
| Vô địch | 1985 | Cincinnati Masters       | Cứng     | Mats Wilander    | 6–4, 6–2                     |
| Vô địch | 1986 | Canadian Open            | Cứng     | Stefan Edberg    | 6–4, 3–6, 6–3                |
| Vô địch | 1986 | Tokyo Indoor             | Thảm (i) | Stefan Edberg    | 7–6(7–5), 6–1                |
| Vô địch | 1987 | Indian Wells Masters     | Cứng     | Stefan Edberg    | 6–4, 6–4, 7–5                |
| Á quân  | 1987 | Cincinnati Masters       | Cứng     | Stefan Edberg    | 4–6, 1–6                     |
| Vô địch | 1988 | Tokyo Indoor (2)         | Thảm (i) | John Fitzgerald  | 7–6(7–4), 6–4                |
| Vô địch | 1988 | Stockholm Open           | Cứng (i) | Peter Lundgren   | 6–4, 6–1, 6–1                |
| Vô địch | 1988 | Indian Wells Masters (2) | Cứng     | Emilio Sánchez   | 7–5, 6–4, 2–6, 6–4           |
| Á quân  | 1989 | Monte-Carlo Masters      | Đất nện  | Alberto Mancini  | 5–7, 6–2, 6–7(4–7), 5–7      |
| Vô địch | 1989 | Paris Masters            | Thảm (i) | Stefan Edberg    | 6–4, 6–3, 6–3                |
| Á quân  | 1990 | German Open              | Đất nện  | Juan Aguilera    | 1–6, 0–6, 6–7(7–9)           |
| Vô địch | 1990 | Stockholm Open (2)       | Thảm (i) | Stefan Edberg    | 6–4, 6–0, 6–3                |
| Á quân  | 1990 | Paris Masters            | Thảm (i) | Stefan Edberg    | 3–3, chấn thương             |
| Á quân  | 1991 | Monte-Carlo Masters      | Clay     | Sergi Bruguera   | 7–5, 4–6, 6–7(6–8), 6–7(4–7) |
| Vô địch | 1991 | Stockholm Open (3)       | Thảm (i) | Stefan Edberg    | 3–6, 6–4, 1–6, 6–2, 6–2      |
| Vô địch | 1992 | Paris Masters            | Thảm (i) | Guy Forget       | 7–6(7–3), 6–3, 3–6, 6–3      |
| Á quân  | 1994 | Italian Open             | Đất nện  | Pete Sampras     | 1–6, 2–6, 2–6                |
| Vô địch | 1994 | Stockholm Open (4)       | Thảm (i) | Goran Ivanišević | 4–6, 6–4, 6–3, 7–6(7–4)      |
| Á quân  | 1995 | Monte-Carlo Masters      | Đất nện  | Thomas Muster    | 6–4, 7–5, 1–6, 6–7(6–8), 0–6 |
| Á quân  | 1995 | Paris Masters            | Thảm (i) | Pete Sampras     | 6–7(5–7), 4–6, 4–6           |
| Vô địch | 1996 | Eurocard Open            | Thảm (i) | Pete Sampras     | 3–6, 6–3, 3–6, 6–3, 6–4      |

- Ghi chú: trước khi ATP tiếp quản việc điều hành tour chuyên nghiệp nam vào năm 1990, Tour Grand Prix đã có một loạt sự kiện là tiền thân của Masters Series được gọi là Grand Prix Super Series.

## Chung kết Olympic

### Đôi: 1 (1–0)
| Kết quả | Năm  | Giải đấu  | Mặt sân | Đồng đội      | Đối thủ                    | Tỷ số                        |
| ------- | ---- | --------- | ------- | ------------- | -------------------------- | ---------------------------- |
| Vàng    | 1992 | Barcelona | Đất nện | Michael Stich | Wayne Ferreira Piet Norval | 7–6(7–5), 4–6, 7–6(7–5), 6–3 |

## Tất cả các trận chung kết

### Đơn: 77 (49 danh hiệu, 28 á quân)
| Giải đấu                                            |
| --------------------------------------------------- |
| Grand Slam tournaments (6–4)                        |
| Year-end championships – Grand Prix / ATP (3–5)     |
| Year-end championships – WCT (1–1)                  |
| Grand Slam Cup (1–0)                                |
| Grand Prix Super Series / ATP Super 9 (13–8)        |
| ATP Championship Series (9–5)                       |
| Grand Prix Regular Series / ATP World Series (16–5) |

| Mặt sân       |
| ------------- |
| Cứng (16–6)   |
| Cỏ (7–5)      |
| Đất nện (0–6) |
| Thảm (26–11)  |

| Kết quả | Số thứ tự | Ngày              | Giải đấu                              | Mặt sân  | Đối thủ            | Tỷ số                                    |
| ------- | --------- | ----------------- | ------------------------------------- | -------- | ------------------ | ---------------------------------------- |
| Vô địch | 1.        | Tháng 6 năm 1985  | Queen's Club, Vương quốc Anh          | Cỏ       | Johan Kriek        | 6–2, 6–3                                 |
| Vô địch | 2.        | Tháng 7 năm 1985  | Wimbledon, London, Vương quốc Anh     | Cỏ       | Kevin Curren       | 6–3, 6–7(4–7), 7–6(7–3), 6–4             |
| Vô địch | 3.        | Tháng 8 năm 1985  | Cincinnati, Mỹ                        | Cứng     | Mats Wilander      | 6–4, 6–2                                 |
| Á quân  | 1.        | Tháng 11 năm 1985 | Wembley, Vương quốc Anh               | Thảm (i) | Ivan Lendl         | 7–6(8–6), 3–6, 6–4, 4–6, 4–6             |
| Á quân  | 2.        | Tháng 1 năm 1986  | Grand Prix Masters, New York, Mỹ      | Thảm (i) | Ivan Lendl         | 2–6, 6–7(1–7), 3–6                       |
| Vô địch | 4.        | Tháng 3 năm 1986  | Chicago, Mỹ                           | Thảm (i) | Ivan Lendl         | 7–6(7–5), 6–3                            |
| Á quân  | 3.        | Tháng 4 năm 1986  | WCT Finals, Dallas, Mỹ                | Thảm (i) | Anders Järryd      | 7–6(7–3), 1–6, 1–6, 4–6                  |
| Vô địch | 5.        | Tháng 7 năm 1986  | Wimbledon, London, Vương quốc Anh     | Cỏ       | Ivan Lendl         | 6–4, 6–3, 7–5                            |
| Á quân  | 4.        | Tháng 8 năm 1986  | Stratton Mountain, Mỹ                 | Cứng     | Ivan Lendl         | 4–6, 6–7(0–7)                            |
| Vô địch | 6.        | Tháng 8 năm 1986  | Canada, Canada                        | Cứng     | Stefan Edberg      | 6–4, 3–6, 6–3                            |
| Vô địch | 7.        | Tháng 10 năm 1986 | Sydney, Australia                     | Cứng (i) | Ivan Lendl         | 3–6, 7–6(7–2), 6–2, 6–0                  |
| Vô địch | 8.        | Tháng 10 năm 1986 | Tokyo, Nhật Bản                       | Thảm (i) | Stefan Edberg      | 7–6(7–5), 6–1                            |
| Vô địch | 9.        | Tháng 11 năm 1986 | Paris, Pháp                           | Thảm (i) | Sergio Casal       | 6–4, 6–3, 7–6(7–3)                       |
| Á quân  | 5.        | Tháng 12 năm 1986 | Grand Prix Masters, New York, Mỹ      | Thảm (i) | Ivan Lendl         | 4–6, 4–6, 4–6                            |
| Vô địch | 10.       | Tháng 2 năm 1987  | Indian Wells, Mỹ                      | Cứng     | Stefan Edberg      | 6–4, 6–4, 7–5                            |
| Vô địch | 11.       | Tháng 4 năm 1987  | Milan, Ý                              | Thảm (i) | Miloslav Mečíř     | 6–4, 6–3                                 |
| Vô địch | 12.       | Tháng 6 năm 1987  | Queen's Club, Vương quốc Anh          | Cỏ       | Jimmy Connors      | 6–7(3–7), 6–3, 6–4                       |
| Á quân  | 6.        | Tháng 8 năm 1987  | Cincinnati, Mỹ                        | Cứng     | Stefan Edberg      | 4–6, 1–6                                 |
| Vô địch | 13.       | Tháng 3 năm 1988  | Indian Wells, Mỹ                      | Cứng     | Emilio Sánchez     | 7–5, 6–4, 2–6, 6–4                       |
| Vô địch | 14.       | Tháng 4 năm 1988  | WCT Finals, Dallas, Mỹ                | Thảm (i) | Stefan Edberg      | 6–4, 1–6, 7–5, 6–2                       |
| Vô địch | 15.       | Tháng 6 năm 1988  | Queen's Club, Vương quốc Anh          | Cỏ       | Stefan Edberg      | 6–1, 3–6, 6–3                            |
| Á quân  | 7.        | Tháng 7 năm 1988  | Wimbledon, London, Vương quốc Anh     | Cỏ       | Stefan Edberg      | 6–4, 6–7(2–7), 4–6, 2–6                  |
| Vô địch | 16.       | Tháng 8 năm 1988  | Indianapolis, Mỹ                      | Cứng     | John McEnroe       | 6–4, 6–2                                 |
| Vô địch | 17.       | Tháng 10 năm 1988 | Tokyo, Nhật Bản                       | Thảm (i) | John Fitzgerald    | 7–6(7–4), 6–4                            |
| Vô địch | 18.       | Tháng 11 năm 1988 | Stockholm, Thụy Điển                  | Cứng (i) | Peter Lundgren     | 6–4, 6–1, 6–1                            |
| Vô địch | 19.       | Tháng 12 năm 1988 | Grand Prix Masters, New York, Mỹ      | Thảm (i) | Ivan Lendl         | 5–7, 7–6(7–5), 3–6, 6–2, 7–6(7–5)        |
| Vô địch | 20.       | Tháng 2 năm 1989  | Milan, Ý                              | Thảm (i) | Alexander Volkov   | 6–1, 6–2                                 |
| Vô địch | 21.       | Tháng 2 năm 1989  | Philadelphia, Mỹ                      | Thảm (i) | Tim Mayotte        | 7–6(7–4), 6–1, 6–3                       |
| Á quân  | 8.        | Tháng 4 năm 1989  | Monte Carlo, Monaco                   | Đất nện  | Alberto Mancini    | 5–7, 6–2, 6–7(4–7), 5–7                  |
| Vô địch | 22.       | Tháng 7 năm 1989  | Wimbledon, London, Vương quốc Anh     | Cỏ       | Stefan Edberg      | 6–0, 7–6(7–1), 6–4                       |
| Vô địch | 23.       | Tháng 9 năm 1989  | US Open, New York, Mỹ                 | Cứng     | Ivan Lendl         | 7–6(7–2), 1–6, 6–3, 7–6(7–4)             |
| Vô địch | 24.       | Tháng 11 năm 1989 | Paris, Pháp                           | Thảm (i) | Stefan Edberg      | 6–4, 6–3, 6–3                            |
| Á quân  | 9.        | Tháng 12 năm 1989 | Grand Prix Masters, New York, Mỹ      | Thảm (i) | Stefan Edberg      | 6–4, 6–7(6–8), 3–6, 1–6                  |
| Vô địch | 25.       | Tháng 2 năm 1990  | Brussels, Bỉ                          | Thảm (i) | Carl-Uwe Steeb     | 7–5, 6–2, 6–2                            |
| Vô địch | 26.       | Tháng 2 năm 1990  | Stuttgart, Tây Đức                    | Thảm (i) | Ivan Lendl         | 6–2, 6–2                                 |
| Á quân  | 10.       | Tháng 5 năm 1990  | Hamburg, Đức                          | Đất nện  | Juan Aguilera      | 1–6, 0–6, 6–7(7–9)                       |
| Á quân  | 11.       | Tháng 6 năm 1990  | Queen's Club, Vương quốc Anh          | Cỏ       | Ivan Lendl         | 3–6, 2–6                                 |
| Á quân  | 12.       | Tháng 7 năm 1990  | Wimbledon, London, Vương quốc Anh     | Cỏ       | Stefan Edberg      | 2–6, 2–6, 6–3, 6–3, 4–6                  |
| Vô địch | 27.       | Tháng 8 năm 1990  | Indianapolis, Mỹ                      | Cứng     | Peter Lundgren     | 6–3, 6–4                                 |
| Vô địch | 28.       | Tháng 10 năm 1990 | Sydney, Australia                     | Cứng (i) | Stefan Edberg      | 7–6(7–4), 6–4, 6–4                       |
| Á quân  | 13.       | Tháng 10 năm 1990 | Tokyo, Nhật Bản                       | Thảm (i) | Ivan Lendl         | 6–4, 3–6, 6–7(5–7)                       |
| Vô địch | 29.       | Tháng 10 năm 1990 | Stockholm, Thụy Điển                  | Thảm (i) | Stefan Edberg      | 6–4, 6–0, 6–3                            |
| Á quân  | 14.       | Tháng 11 năm 1990 | Paris, Pháp                           | Thảm (i) | Stefan Edberg      | 3–3, chấn thương                         |
| Vô địch | 30.       | Tháng 1 năm 1991  | Australian Open, Melbourne, Australia | Cứng     | Ivan Lendl         | 1–6, 6–4, 6–4, 6–4                       |
| Á quân  | 15.       | Tháng 4 năm 1991  | Monte Carlo, Monaco                   | Đất nện  | Sergi Bruguera     | 7–5, 4–6, 6–7(6–8), 6–7(4–7)             |
| Á quân  | 16.       | Tháng 7 năm 1991  | Wimbledon, London, Vương quốc Anh     | Cỏ       | Michael Stich      | 4–6, 6–7(4–7), 4–6                       |
| Á quân  | 17.       | Tháng 8 năm 1991  | Indianapolis, Mỹ                      | Cứng     | Pete Sampras       | 6–7(2–7), 6–3, 3–6                       |
| Vô địch | 31.       | Tháng 10 năm 1991 | Stockholm, Thụy Điển                  | Thảm (i) | Stefan Edberg      | 3–6, 6–4, 1–6, 6–2, 6–2                  |
| Vô địch | 32.       | Tháng 2 năm 1992  | Brussels, Bỉ                          | Thảm (i) | Jim Courier        | 6–7(5–7), 2–6, 7–6(12–10), 7–6(7–5), 7–5 |
| Vô địch | 33.       | Tháng 3 năm 1992  | Rotterdam, Hà Lan                     | Thảm (i) | Alexander Volkov   | 7–6(11–9), 4–6, 6–2                      |
| Vô địch | 34.       | Tháng 10 năm 1992 | Basel, Thụy Sĩ                        | Cứng (i) | Petr Korda         | 3–6, 6–3, 6–2, 6–4                       |
| Vô địch | 35.       | Tháng 11 năm 1992 | Paris, Pháp                           | Thảm (i) | Guy Forget         | 7–6(7–3), 6–3, 3–6, 6–3                  |
| Vô địch | 36.       | Tháng 11 năm 1992 | ATP Finals, Frankfurt, Đức            | Thảm (i) | Jim Courier        | 6–4, 6–3, 7–5                            |
| Vô địch | 37.       | Tháng 1 năm 1993  | Doha, Qatar                           | Cứng     | Goran Ivanišević   | 7–6(7–4), 4–6, 7–5                       |
| Vô địch | 38.       | Tháng 2 năm 1993  | Milan, Ý                              | Thảm (i) | Sergi Bruguera     | 6–3, 6–3                                 |
| Á quân  | 18.       | Tháng 8 năm 1993  | Indianapolis, Mỹ                      | Cứng     | Jim Courier        | 5–7, 3–6                                 |
| Vô địch | 39.       | Tháng 2 năm 1994  | Milan, Ý                              | Thảm (i) | Petr Korda         | 6–2, 3–6, 6–3                            |
| Á quân  | 19.       | Tháng 5 năm 1994  | Rome, Ý                               | Đất nện  | Pete Sampras       | 1–6, 2–6, 2–6                            |
| Vô địch | 40.       | Tháng 8 năm 1994  | Los Angeles, Mỹ                       | Cứng     | Mark Woodforde     | 6–2, 6–2                                 |
| Vô địch | 41.       | Tháng 8 năm 1994  | New Haven, Mỹ                         | Cứng     | Marc Rosset        | 6–3, 7–5                                 |
| Á quân  | 20.       | Tháng 10 năm 1994 | Sydney, Australia                     | Cứng (i) | Richard Krajicek   | 6–7(5–7), 6–7(7–9), 6–2, 3–6             |
| Vô địch | 42.       | Tháng 10 năm 1994 | Stockholm, Thụy Điển                  | Thảm (i) | Goran Ivanišević   | 4–6, 6–4, 6–3, 7–6(7–4)                  |
| Á quân  | 21.       | Tháng 11 năm 1994 | ATP Finals, Frankfurt, Đức            | Thảm (i) | Pete Sampras       | 6–4, 3–6, 5–7, 4–6                       |
| Vô địch | 43.       | Tháng 2 năm 1995  | Marseille, Pháp                       | Thảm (i) | Daniel Vacek       | 6–7(2–7), 6–4, 7–5                       |
| Á quân  | 22.       | Tháng 2 năm 1995  | Milan, Ý                              | Thảm (i) | Yevgeny Kafelnikov | 5–7, 7–5, 6–7(6–8)                       |
| Á quân  | 23.       | Tháng 4 năm 1995  | Monte Carlo, Monaco                   | Đất nện  | Thomas Muster      | 6–4, 7–5, 1–6, 6–7(6–8), 0–6             |
| Á quân  | 24.       | Tháng 7 năm 1995  | Wimbledon, London, Vương quốc Anh     | Cỏ       | Pete Sampras       | 7–6(7–5), 2–6, 4–6, 2–6                  |
| Á quân  | 25.       | Tháng 11 năm 1995 | Paris, Pháp                           | Thảm (i) | Pete Sampras       | 6–7(5–7), 4–6, 4–6                       |
| Vô địch | 44.       | Tháng 11 năm 1995 | ATP Finals, Frankfurt, Đức            | Thảm (i) | Michael Chang      | 7–6(7–3), 6–0, 7–6(7–5)                  |
| Vô địch | 45.       | Tháng 1 năm 1996  | Australian Open, Melbourne, Australia | Cứng     | Michael Chang      | 6–2, 6–4, 2–6, 6–2                       |
| Vô địch | 46.       | Tháng 6 năm 1996  | Queen's Club, Vương quốc Anh          | Cỏ       | Stefan Edberg      | 6–4, 7–6(7–3)                            |
| Vô địch | 47.       | Tháng 10 năm 1996 | Vienna, Áo                            | Thảm (i) | Jan Siemerink      | 6–4, 6–7(7–9), 6–2, 6–3                  |
| Vô địch | 48.       | Tháng 10 năm 1996 | Stuttgart, Đức                        | Thảm (i) | Pete Sampras       | 3–6, 6–3, 3–6, 6–3, 6–4                  |
| Á quân  | 26.       | Tháng 11 năm 1996 | ATP Finals, Hanover, Đức              | Thảm (i) | Pete Sampras       | 6–3, 6–7(5–7), 6–7(4–7), 7–6(13–11), 4–6 |
| Vô địch | 49.       | Tháng 12 năm 1996 | Grand Slam Cup, Munich, Đức           | Thảm (i) | Goran Ivanišević   | 6–3, 6–4, 6–4                            |
| Á quân  | 27.       | Tháng 7 năm 1998  | Gstaad, Thụy Sĩ                       | Đất nện  | Àlex Corretja      | 6–7(5–7), 5–7, 3–6                       |
| Á quân  | 28.       | Tháng 4 năm 1999  | Hong Kong, Trung Quốc                 | Cứng     | Andre Agassi       | 7–6(7–4), 4–6, 4–6                       |

### Đôi: 27 (15 danh hiệu, 12 á quân)
| Giải đấu                                            |
| --------------------------------------------------- |
| Grand Slam tournaments (0–0)                        |
| Olympic Games (1–0)                                 |
| Grand Prix Super Series / ATP Super 9 (2–2)         |
| ATP Championship Series (2–1)                       |
| Grand Prix Regular Series / ATP World Series (10–9) |

| Mặt sân       |
| ------------- |
| Cứng (5–5)    |
| Cỏ (0–0)      |
| Đất nện (3–5) |
| Thảm (7–2)    |

| Kết quả | Số thứ tự | Ngày                 | Giải đấu                     | Mặt sân  | Đồng đội             | Đối thủ                           | Tỷ số              |
| ------- | --------- | -------------------- | ---------------------------- | -------- | -------------------- | --------------------------------- | ------------------ |
| Vô địch | 1.        | 11 tháng 6 năm 1984  | Munich, Đức                  | Đất nện  | Wojtek Fibak         | Eric Fromm Florin Segărceanu      | 6–4, 4–6, 6–1      |
| Á quân  | 1.        | 18 tháng 11 năm 1985 | Wembley, Anh                 | Thảm (i) | Slobodan Živojinović | Guy Forget Anders Järryd          | 5–7, 6–4, 5–7      |
| Vô địch | 2.        | 24 tháng 3 năm 1986  | Brussels, Bỉ                 | Thảm (i) | Slobodan Živojinović | John Fitzgerald Tomáš Šmíd        | 7–6, 7–5           |
| Á quân  | 2.        | 12 tháng 5 năm 1986  | Forest Hills, Mỹ             | Đất nện  | Slobodan Živojinović | Hans Gildemeister Andrés Gómez    | 6–7, 6–7           |
| Á quân  | 3.        | 18 tháng 8 năm 1986  | Toronto, Canada              | Cứng     | Slobodan Živojinović | Chip Hooper Mike Leach            | 7–6, 3–6, 3–6      |
| Á quân  | 4.        | 22 tháng 9 năm 1986  | Hamburg, Đức                 | Đất nện  | Eric Jelen           | Sergio Casal Emilio Sánchez       | 4–6, 1–6           |
| Vô địch | 3.        | 20 tháng 10 năm 1986 | Sydney, Australia            | Cứng (i) | John Fitzgerald      | Peter McNamara Paul McNamee       | 6–4, 7–6           |
| Á quân  | 5.        | 23 tháng 2 năm 1987  | Indian Wells, Mỹ             | Cứng     | Eric Jelen           | Guy Forget Yannick Noah           | 4–6, 6–7           |
| Vô địch | 4.        | 30 tháng 3 năm 1987  | Brussels, Bỉ                 | Thảm (i) | Slobodan Živojinović | Chip Hooper Mike Leach            | 7–6, 7–6           |
| Vô địch | 5.        | 6 tháng 4 năm 1987   | Milan, Ý                     | Thảm (i) | Slobodan Živojinović | Sergio Casal Emilio Sánchez       | 3–6, 6–3, 6–4      |
| Á quân  | 6.        | 24 tháng 10 năm 1988 | Tokyo, Nhật Bản              | Thảm (i) | Eric Jelen           | Andrés Gómez Slobodan Živojinović | 5–7, 7–5, 3–6      |
| Á quân  | 7.        | 19 tháng 10 năm 1987 | Sydney, Australia            | Cứng (i) | Robert Seguso        | Darren Cahill Mark Kratzmann      | 3–6, 2–6           |
| Vô địch | 6.        | 16 tháng 11 năm 1987 | Frankfurt, Đức               | Thảm (i) | Patrik Kühnen        | Scott Davis David Pate            | 6–4, 6–2           |
| Vô địch | 7.        | 22 tháng 2 năm 1988  | Milan, Ý                     | Thảm (i) | Eric Jelen           | Miloslav Mečíř Tomáš Šmíd         | 6–3, 6–3           |
| Vô địch | 8.        | 7 tháng 3 năm 1988   | Indian Wells, Mỹ             | Cứng     | Guy Forget           | Jorge Lozano Todd Witsken         | 6–4, 6–4           |
| Vô địch | 9.        | 20 tháng 3 năm 1989  | Indian Wells, Mỹ             | Cứng     | Jakob Hlasek         | Kevin Curren David Pate           | 7–6, 7–5           |
| Á quân  | 8.        | 15 tháng 5 năm 1989  | Hamburg, Đức                 | Đất nện  | Eric Jelen           | Emilio Sánchez Javier Sánchez     | 4–6, 1–6           |
| Vô địch | 10.       | 12 tháng 3 năm 1990  | Indian Wells, Mỹ             | Cứng     | Guy Forget           | Jim Grabb Patrick McEnroe         | 4–6, 6–4, 6–3      |
| Á quân  | 9.        | 26 tháng 3 năm 1990  | Key Biscayne, Mỹ             | Cứng     | Cássio Motta         | Rick Leach Jim Pugh               | 4–6, 6–3, 3–6      |
| Á quân  | 10.       | 15 tháng 4 năm 1991  | Barcelona, Tây Ban Nha       | Đất nện  | Eric Jelen           | Horacio de la Peña Diego Nargiso  | 6–3, 6–7, 4–6      |
| Vô địch | 11.       | 17 tháng 2 năm 1992  | Brussels, Bỉ                 | Thảm (i) | John McEnroe         | Guy Forget Jakob Hlasek           | 6–3, 6–2           |
| Vô địch | 12.       | 27 tháng 4 năm 1992  | Monte Carlo, Monaco          | Đất nện  | Michael Stich        | Petr Korda Karel Nováček          | 6–4, 6–4           |
| Vô địch | 13.       | 3 tháng 8 năm 1992   | Summer Olympics, Tây Ban Nha | Đất nện  | Michael Stich        | Wayne Ferreira Piet Norval        | 7–6, 4–6, 7–6, 6–3 |
| Vô địch | 14.       | 11 tháng 1 năm 1993  | Doha, Qatar                  | Cứng     | Patrik Kühnen        | Shelby Cannon Scott Melville      | 6–2, 6–4           |
| Á quân  | 11.       | 2 tháng 5 năm 1994   | Munich, Đức                  | Đất nện  | Petr Korda           | Yevgeny Kafelnikov David Rikl     | 6–7, 5–7           |
| Vô địch | 15.       | 20 tháng 2 năm 1995  | Milan, Ý                     | Thảm (i) | Guy Forget           | Petr Korda Karel Nováček          | 6–2, 6–4           |
| Á quân  | 12.       | 29 tháng 3 năm 1999  | Key Biscayne, Mỹ             | Cứng     | Jan-Michael Gambill  | Wayne Black Sandon Stolle         | 1–6, 1–6           |

### Giải đấu đồng đội: 6 (5 danh hiệu, 1 á quân)
| Result  | Số thứ tự | Ngày                    | Giải đấu                         | Mặt sân     | Đồng đội                                      | Đối thủ                                                       | Tỷ số |
| ------- | --------- | ----------------------- | -------------------------------- | ----------- | --------------------------------------------- | ------------------------------------------------------------- | ----- |
| Á quân  | 1.        | 20–22 tháng 12 năm 1985 | Davis Cup, Munich, Tây Đức       | Thảm (i)    | Michael Westphal Andreas Maurer Hans Schwaier | Stefan Edberg Mats Wilander Joakim Nyström Anders Järryd      | 2–3   |
| Vô địch | 1.        | 16–18 tháng 12 năm 1988 | Davis Cup, Gothenburg, Thụy Điển | Đất nện (i) | Eric Jelen Carl-Uwe Steeb Patrik Kühnen       | Mats Wilander Stefan Edberg Anders Järryd Kent Carlsson       | 4–1   |
| Vô địch | 2.        | 28 tháng 5 năm 1989     | World Team Cup, Düsseldorf, Đức  | Đất nện     | Eric Jelen Carl-Uwe Steeb                     | Guillermo Perez-Roldan Martín Jaite Javier Frana Gustavo Luza | 2–1   |
| Vô địch | 3.        | 15–17 tháng 12 năm 1989 | Davis Cup, Stuttgart, Tây Đức    | Thảm (i)    | Eric Jelen Carl-Uwe Steeb Patrik Kühnen       | Mats Wilander Stefan Edberg Anders Järryd Jan Gunnarsson      | 3–2   |
| Vô địch | 4.        | 7 tháng 1 năm 1995      | Hopman Cup, Perth, Australia     | Cứng (I)    | Anke Huber                                    | Natalia Medvedeva Andriy Medvedev                             | 2–0   |
| Vô địch | 5.        | 24 tháng 5 năm 1998     | World Team Cup, Düsseldorf, Đức  | Đất nện     | Tommy Haas Nicolas Kiefer David Prinosil      | Petr Korda Ctislav Doseděl Daniel Vacek Cyril Suk             | 3–0   |

## Thương tích
Trong quyển hồi ký "Das Leben ist kein Spiel" (Cuộc sống không phải là một trò chơi) Boris Becker tiết lộ là ông phải trả một giá đắt cho sự nghiệp Tennis: "Tôi có 2 xương chậu mới, một miếng sắt 10 cm ở khớp bàn chân, tôi đi hơi khập khiễng.", khi tập luyện với Djokovic: " ở Wimbledon tôi có dợt với Novak, nhưng chỉ ở nửa sân, chơi cả sân cặp chân tôi không chịu nổi. Chạy với banh rất khó khăn. Bây giờ tôi không còn linh động nữa." 